# Ilias Charalambus
Ilias Charalambus (gr. Ηλίας Χαραλάμπους, ur. 25 września 1980 w Johannesburgu) – cypryjski piłkarz grający na pozycji lewego obrońcy lub pomocnika.

## Kariera klubowa
Karierę piłkarską Charalambus rozpoczął w klubie Nikozji o nazwie Omonia Nikozja. W sezonie 2000/2001 zadebiutował w jego barwach w pierwszej lidze cypryjskiej i w pierwszym sezonie gry stał się podstawowym zawodnikiem Omonii oraz wywalczył swoje pierwsze mistrzostwo Cypru. Latem 2001 zdobył Superpuchar Cypru. W 2003 roku ponownie został mistrzem kraju oraz sięgnął po superpuchar kraju. W 2005 roku zdobył kolejne dwa trofea: Puchar Cypru.
Latem 2005 roku Charalambus przeszedł na zasadzie wolnego transferu do greckiego PAOK-u Saloniki. W greckiej Alpha Ethniki zadebiutował 27 sierpnia 2005 w przegranym 0:1 wyjazdowym spotkaniu ze Skodą Xanthi. W PAOK-u Cypryjczyk grał przez trzy sezony, jednak nie odniósł większych sukcesów. W lidze greckiej rozegrał 63 mecze i zdobył dwa gole.
W 2008 roku Charalambus wrócił do Omonii Nikozja, w którym ponownie stał się członkiem wyjściowej jedenastki i wywalczył wicemistrzostwo Cypru. W Omonii grał do 2011 roku. W sezonie 2011/2012 grał najpierw w Alki Larnaka, a następnie w Karlsruher SC. Z kolei latem 2012 przeszedł do FC Vaslui. Z kolei w 2013 roku został zawodnikiem klubu Doksa Katokopia. Grał też w APO Lewadiakos i AEK Larnaka, w którym w 2017 roku zakończył karierę.
| Sezon   | Klub            | Kraj    | Rozgrywki          | Mecze | Bramki |
| ------- | --------------- | ------- | ------------------ | ----- | ------ |
| 2000/01 | Omonia Nikozja  | Cypr    | Division A         | 22    | 1      |
| 2001/02 | Omonia Nikozja  | Cypr    | Division A         | 21    | 1      |
| 2002/03 | Omonia Nikozja  | Cypr    | Division A         | 15    | 1      |
| 2003/04 | Omonia Nikozja  | Cypr    | Division A         | 25    | 1      |
| 2004/05 | Omonia Nikozja  | Cypr    | Division A         | 21    | 0      |
| 2005/06 | PAOK FC         | Grecja  | Alpha Ethniki      | 22    | 1      |
| 2006/07 | PAOK FC         | Grecja  | Alpha Ethniki      | 21    | 1      |
| 2007/08 | PAOK FC         | Grecja  | Alpha Ethniki      | 20    | 0      |
| 2008/09 | Omonia Nikozja  | Cypr    | Division A         | 24    | 2      |
| 2009/10 | Omonia Nikozja  | Cypr    | Division A         | 28    | 5      |
| 2010/11 | Omonia Nikozja  | Cypr    | Division A         | 16    | 0      |
| 2011/12 | Alki Larnaka    | Cypr    | Division A         | 16    | 2      |
| 2011/12 | Karlsruher SC   | Niemcy  | 2. Bundesliga      | 15    | 1      |
| 2012/13 | FC Vaslui       | Rumunia | Liga I             | 18    | 1      |
| 2013/14 | Doksa Katokopia | Cypr    | Division A         | 13    | 2      |
| 2013/14 | APO Lewadiakos  | Grecja  | Superleague Ellada | 15    | 0      |
| 2014/15 | AEK Larnaka     | Cypr    | Division A         | 23    | 0      |
| 2015/16 | AEK Larnaka     | Cypr    | Division A         | 15    | 0      |
| 2016/17 | AEK Larnaka     | Cypr    | Division A         | 12    | 1      |

## Kariera reprezentacyjna
W reprezentacji Cypru Charalambus zadebiutował w 2002 roku. W barwach kadry narodowej występował także w eliminacjach do MŚ 2006, Euro 2008, a obecnie jest członkiem drużyny grającej w kwalifikacjach do MŚ 2010.